# Volker Kronenberg
Volker Kronenberg (* 8. Januar 1971 in Bonn, Deutschland) ist ein deutscher Politologe und Hochschullehrer, der von 2018 bis 2023 Dekan der Philosophischen Fakultät der Rheinischen Friedrich-Wilhelms-Universität Bonn gewesen ist.

## Werdegang
Kronenberg studierte an der Universität Bonn Politische Wissenschaft, Staatsrecht und Soziologie. Er schloss das Studium bei Manfred Funke 1998 als Magister artium ab. 1999 legte er an derselben Hochschule, im Anschluss an einen Forschungsaufenthalt am Friedrich-Meinecke-Institut der Freien Universität Berlin, bei dem Politologen Hans-Adolf Jacobsen und dem Historiker Klaus Hildebrand im Bereich der Zeitgeschichte seine Promotion vor. Für seine Dissertation erhielt Kronenberg 2000 den Historikerpreis der Erich-und-Erna-Kronauer-Stiftung. 2004 erfolgte die Habilitation bei Christian Hacke in Bonn.
Von 1998 bis 2000 war Kronenberg wissenschaftlicher Mitarbeiter am Seminar für Politische Wissenschaft der Universität Bonn. Anschließend wurde er Akademischer Rat am Institut für Politische Wissenschaft und Soziologie der gleichen Hochschule, dessen Geschäftsführer er von 2000 bis 2002 und erneut von 2004 bis 2006 war. Seit 2005 ist Kronenberg Kustos des Instituts, seit 2008 im Amt eines akademischen Direktors. 2010 wurde ihm von der Hochschule Bonn-Rhein-Sieg der Titel eines Honorarprofessors verliehen. 2013 wurde er des Weiteren Studiendekan der Philosophischen Fakultät der Universität Bonn. Im Jahr darauf ernannte ihn der Fakultätsrat der gleichen Fakultät einstimmig zum außerplanmäßigen Professor am Institut für Politische Wissenschaft und Soziologie, die Laudatio hielt Frank Decker. Von 2013 bis 2018 war Kronenberg Studiendekan der Philosophischen Fakultät der Universität Bonn.
2018 wurde Volker Kronenberg zum Dekan der Bonner Philosophischen Fakultät gewählt, 2022 erfolgte die Wiederwahl. Im April 2023 trat Kronenberg von diesem Amt zurück. In seine Amtszeit fallen sowohl die Berufung als auch die Entlassung von Ulrike Guérot.
Von 2011 bis 2015 war Kronenberg wissenschaftlicher Leiter der von Bodo Hombach ins Leben gerufenen Bonner Akademie für Forschung und Lehre praktischer Politik, deren wissenschaftlichem Beirat er seit 2015 vorsitzt.

## Forschungsschwerpunkte
Im Rahmen seiner Forschungsarbeit an der Universität Bonn befasst sich Kronenberg insbesondere mit Themen zum politischen System, zur politischen Kultur und politischen Geschichte der Bundesrepublik Deutschland. Weitere Fachgebiete sind die politische Biographik und die Parteienforschung. Regelmäßig wird er zudem von den Sendern Phoenix, WDR und Deutschlandfunk als Politikexperte herangezogen. So äußert er sich in der Regionalberichterstattung häufig zu landes- und kommunalpolitischen Themen. 2011 und 2012 war Kronenberg als Experte an dem von Bundeskanzlerin Angela Merkel initiierten Bürgerdialog beteiligt.

## Schriften (Auswahl)
- Ernst Nolte und das totalitäre Zeitalter. Versuch einer Verständigung. Mit einem Geleitwort von Manfred Funke, Bouvier, Bonn 1999, ISBN 3-416-02874-0.
- (Hrsg.): Zeitgeschichte, Wissenschaft und Politik. Der „Historikerstreit“. 20 Jahre danach. VS Verlag für Sozialwissenschaften, Wiesbaden 2008, ISBN 978-3-531-16120-4.
- mit Patrick Keller, Jana Puglierin (Hrsg.): Außenpolitik und Staatsräson. Festschrift für Christian Hacke zum 65. Geburtstag. Nomos, Baden-Baden 2008, ISBN 978-3-8329-3281-7.
- mit Karl Dietrich Bracher, Hans-Adolf Jacobsen, Oliver Spatz (Hrsg.): Politik, Geschichte und Kultur. Wissenschaft in Verantwortung für die res publica. Festschrift für Manfred Funke zum 70. Geburtstag. Bouvier, Bonn 2009, ISBN 978-3-416-03266-7.
- mit Tilman Mayer (Hrsg.): Streitbar für die Demokratie. „Bonner Perspektiven“ der Politischen Wissenschaft und Zeitgeschichte 1959–2009. Bouvier, Bonn 2009, ISBN 978-3-416-03248-3.
- mit Tilman Mayer (Hrsg.): Volksparteien: Erfolgsmodell für die Zukunft? Konzepte, Konkurrenzen und Konstellationen. Im Auftrag der Konrad-Adenauer-Stiftung, Freiburg im Breisgau 2009, ISBN 978-3-451-30286-2.
- Patriotismus in Deutschland. Perspektiven für eine weltoffene Nation. 3., überarbeitete und aktualisierte Auflage. Springer VS, Wiesbaden 2013, ISBN 978-3-531-19868-2.
- Jürgen Rüttgers. Eine politische Biographie. Olzog, München 2008, ISBN 978-3-7892-8203-4.
- Patriotismus 2.0. Gemeinwohl und Bürgersinn in der Bundesrepublik Deutschland. Olzog, München 2010, ISBN 978-3-7892-8316-1.
- mit Christoph Weckenbrock (Hrsg.): Schwarz-Grün. Die Debatte. VS Verlag, Wiesbaden 2011, ISBN 978-3-531-18413-5.